# Gebben
Gebben is een Nederlands historisch merk van crossmotoren.
Ze werden geproduceerd door André Gebben in Rouveen/Staphorst.
Voormalig motorcross-coureur André Gebben prepareerde in 1968 voor het eerst een Kreidler-crossmotor van 50 cc. Hij zou daarna nog jarenlang succes boeken met de bouw en verkoop van Gebben-Kreidlers.